# Lokoro
Ne doit pas être confondu avec Lokoro (Kalfou).
La Lokoro est une rivière du bassin du fleuve Congo, dans le Mai-Ndombe au Bandundu et dans le Kasaï au Kasaï-Occidental en République démocratique du Congo, et se jette dans le lac Mai-Ndombe.

## Géographie
La Lokoro prend source dans le Parc national de la Salonga dans le district du Kasaï au Kasaï-Occidental, traverse le district du Mai-Ndombe au Bandundu d’Est vers l’Ouest.